# Erik Jacobsen (politiker)
 Der er flere personer med dette navn, se Erik Jacobsen.
Erik Jacobsen (født 27. juli 1940 i Tinglev) er en dansk politiker, der var medlem af Folketinget 1994−2001, valgt for Venstre i Åbenråkredsen (Sønderjyllands Amtskreds).
Erik Jacobsen blev uddannet sergent i militærpolitiet i 1963 og har arbejdet som selvstændig vognmand. Fra 1978−1998 var han formand for Sønderjyllands Vognmandsforening og for Dansk Arbejdsgiverforening i Aabenraa. Fra 1988−1992 var han næstformand for Danske Vognmænd.
Han blev opstillet til Folketinget i 1994, valgt ved valget 21. september samme år og var medlem frem til 20. november 2001.